# مكانة المدينة المنورة عند المسلمين
فضائل المدينة المنورة حرم النبي محمد صلى الله عليه وسلم المدينة المنورة على غير المسلمين، ودعى لأهل المدينة بالبركة، وحفظ الله المدينة من الطاعون والمسيح الدجال، وتناول النبي محمد صلى الله عليه وسلم هذا الموضوعات في أكثر حديث نبوي وفي مواضع مختلفة فيما يلي:

## حرمة المدينة المنورة
حديث عبد الله بن زيد عن النبي أنه قال: (إن إبراهيم حرّم مكة ودعا لها، وحرّمت المدينة كما حرّم إبراهيم مكة ودعوت لها، في مدِّها وصاعِها مثل ما دعا إبراهيم عليه السلام لمكة). وحديث أنس بن مالك عن النبي، (..... فلما أشرف على المدينة قال: "اللهم إني أُحرم ما بين جبليها مثل ما حرم به إبراهيم مكة، اللهم بارك لهم في مُدّهم وصاعهم"). وحديث موسى بن إسماعيل عن عبد الواحد عن عاصم أنه قال: "قلت لأنس أحرم رسول الله المدينة؟" فقال: "نعم ما بين كذا إلى كذا لا يقطع شجرها، من أحدث فيها حدثا فعليه لعنة الله والملائكة والناس أجمعين"). وحديث إبراهيم التيمي عن أبيه التيمي، قال "خطبنا علي بن أبي طالب -على منبر من آجر وعليه سيف فيه صحيفة معلقة- فقال: والله ما عندنا من كتاب يقرأ إلا كتاب الله، وما في هذه الصحيفة فنشرها فإذا فيها أسنان الإبل، وإذا فيها المدينة حرم من عير إلى كذا فمن أحدث فيها حدثا فعليه لعنة الله والملائكة والناس أجمعين لا يقبل الله منه صرفا ولا عدلا وإذا فيه ذمة المسلمين واحدة يسعى بها أدناهم فمن أخفر مسلما فعليه لعنة الله والملائكة والناس أجمعين لا يقبل الله منه صرفا ولا عدلا وإذا فيها من وإلى قوما بغير إذن مواليه فعليه لعنة الله والملائكة والناس أجمعين لا يقبل الله منه صرفا ولا عدلا"). وحديث أبو هريرة، أنه كان يقول: "لو رأيت الظباء بالمدينة ترتع ما ذعرتها، فقد قال رسول الله: (ما بين لابتيها حرام).

## بركة المدينة المنورة
ثبت عن النبي أنه دعا لأهل المدينة المنورة بزيادة البركة في مدهم وصاعهم، فهذا حديث أنس بن مالك أن النبي أنه قال: «اللهم بارك لهم في مكيالهم، وبارك لهم في صاعهم ومُدِّهم». وحديث أنس بن مالك عن النبي أنه قال: «اللهم اجعل بالمدينة ضعفي ما جعلت بمكة من البركة». وحديث عائشة بنت أبي بكر أن النبي قال: «اللهم حَبِّبْ إلينا المدينة كما حببت إلينا مكة أو أشد، وانقل حُمّاها إلى الجُحفة، اللهم بارك لنا في مُدّنا وصاعنا».عاصم عمر متوسطة

ثبت عن النبي أن المدينة المنورة لا يدخلها مرض الطاعون والمسيح الدجال، فهذا حديث أبو هريرة عن النبي قال: «على أنقاب المدينة ملائكة لا يدخلها الطاعون ولا الدجال». وحديث أبو سعيد الخدري قال: (حدثنا رسول الله حديثاً طويلاً عن الدجال فكان فيما حدثنا به أن قال: «يأتي الدجال، وهو مُحرَّم عليه أن يدخل نقاب المدينة، بعض السباخ التي بالمدينة، فيخرج إليه يومئذ رجل هو خير الناس، أو من خير الناس، فيقول: أشهد أنك الدجال الذي حدثنا عنك رسول الله... فيقول: أرأيت إن قتلت هذا ثم أحييته، هل تشكون في الأمر؟ فيقول: لا، فيقتله ثم يحييه، فيقول حين يحييه والله ما كنت قط أشد بصيرة مني اليوم، فيقول الدجال: أقتله فلا أسلط عليه». وحديث أنس بن مالك عن النبي قال: «ليس من بلدٍ إلا سيطؤهُ الدجال، إلا مكة والمدينة ليس له من نقابها نقب إلا عليه الملائكة صافين يحرسونها، ثم ترجف المدينة بأهلها ثلاث رجفات، فيخرج الله كل كافر ومنافق». وحديث موسى بن عقبة عن سالم عن أبيه قال: سمعت النبي يقول: «رأيت في المنام امرأة سوداء ثائرة الشعر أخرجت من المدينة فأسكنت في مهيعة الجحفة تأولتها بأن وباء المدينة ينقله الله إلى مهيعة، وكانت الجحفة يومئذ دار شرك».